# Opius adentatus
Opius adentatus är en stekelart som beskrevs av Fischer 1981. Opius adentatus ingår i släktet Opius och familjen bracksteklar. Inga underarter finns listade i Catalogue of Life.